# Rudolf Stahl
Rudolf Stahl (Darmstadt, 11 de fevereiro de 1912 - Hessen, 7 de junho de 1984) foi um handebolista e treinador de campo alemão, campeão olímpico.
Fez parte do elenco campeão olímpico de handebol de campo nas Olimpíadas de Berlim de 1936.